# Darren Lill
Darren Lill (Grahamstad, 20 augustus 1982) is een Zuid-Afrikaans voormalig wielrenner, beroeps van 2001 tot 2012. In 2011 behaalde hij zijn grootste triomf door Zuid-Afrikaans kampioen op de weg te worden.

## Belangrijkste overwinningen
2003
1e etappe Ronde van de Kaap
2006
 Afrikaans kampioen op de weg, Elite
2009
2e etappe Ronde van Utah
2010
5e etappe Ronde van de Gila
2011
 Zuid-Afrikaans kampioen op de weg, Elite
6e etappe Ronde van Zuid-Afrika
2012
3e en 7e etappe Ronde van Rwanda
Eindklassement Ronde van Rwanda